# 할 알로마
할 알로마(Hal Aloma, 1908년 1월 8일 ~ 1980년 6월 26일)는 하와이의 스틸 기타리스트, 가수, 밴드리더이다.
호놀룰루에서 태어나 고교를 졸업하자 곧 스테이츠로 가서 영화음악, 재즈 오케스트라의 사이드 맨을 거쳐 하와이언 그룹을 결성, 이후 태반을 스테이츠에서의 연주로 보냈다. 찰스 E. 킹의 조카이다.   스테이츠에서의 출연과 레코드의 취입으로 다수의 팬을 획득하였으며, 기염을 토한 믿음직한 존재였다.  섬세한 연주는 스틸 기타의 감각과 공통된 점이 있으며, 콧소리 같은 독특한 보컬에 특징이 있다.  옛곡의 편곡을 많이 시도하여 근대적인 해석을 꾀하고 있으며, 또한 레코드를 통하여 수많은 자기 작품도 발표한 바 있다. 전자에는 <마우이의 아가씨>, <하와이의 추억> 등이 있으며, 후자로는 <남해의 메아리>, <그대가 안녕을 말한 밤>, <하와이의  밤>, <와이피요 폭포> 등이 있다.

## 부분 디스코그래피

### 음반
- King's Serenade - Decca A-429. (1946)[1]
- King's Serenade Volume 2 - Decca A-506 (1946)[2]
- A Musical Portrait of Hawaii - Columbia CL 538. (1950s)[3]
- Hal Aloma Sings Hawaiian Songs - Dot 3451/25451 (1962)[4]
- Hawaiian Dreams - Dot 3758/25758 (1966)[5]